# Zhlaví

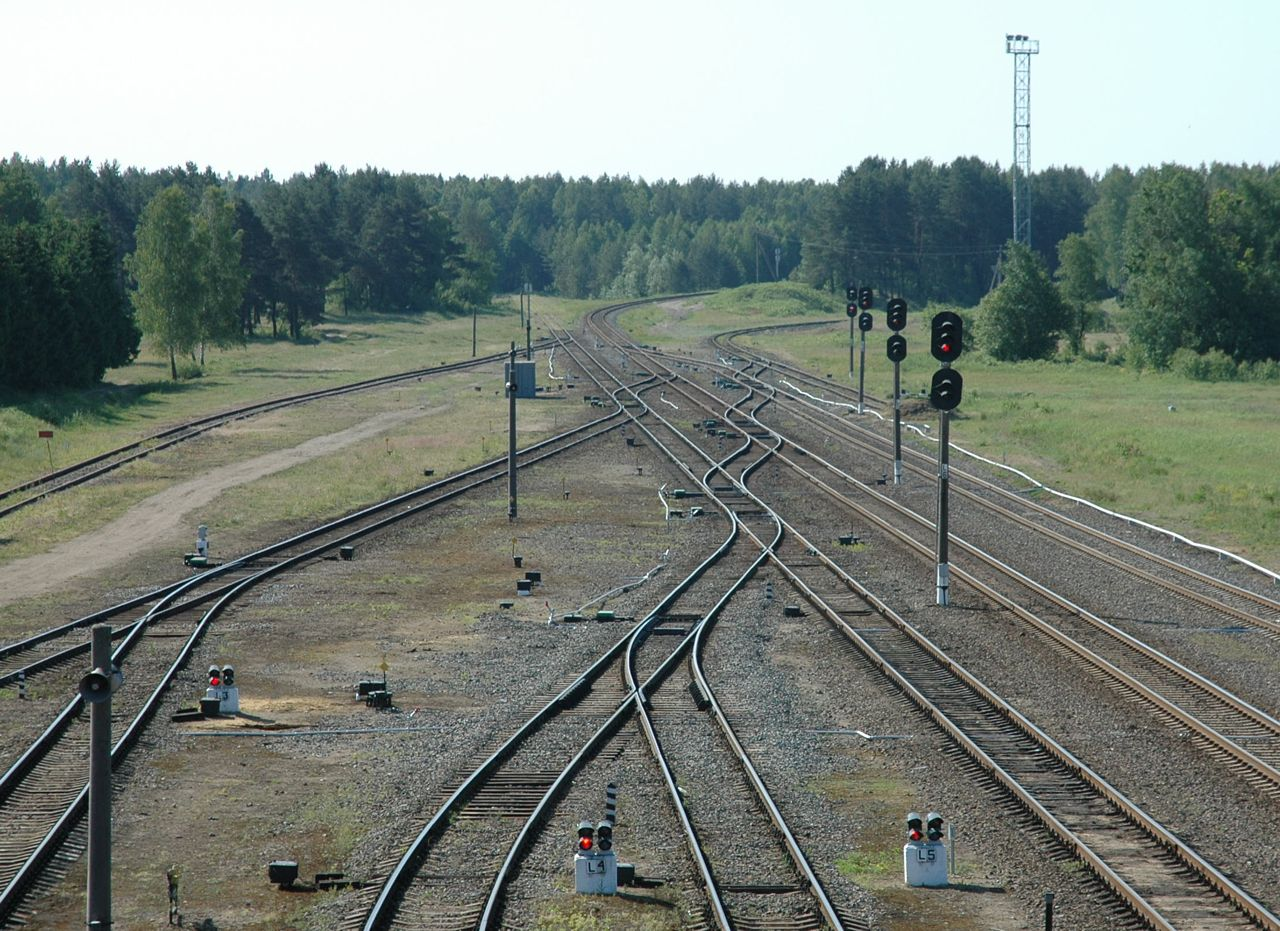
Zhlaví železniční stanice (Gaižiūnai, Litva)

Zhlaví je část dopravny s kolejovým rozvětvením, ve které se traťová kolej rozvětvuje do dalších dopravních (případně manipulačních a účelových) kolejí. Odbočky mají zpravidla jen jedno zhlaví, menší železniční stanice dvě, větší stanice s více obvody mají více zhlaví.
Obvod zhlaví začíná první krajní výhybkou a končí buď poslední výhybkou téhož zhlaví, nebo posledním námezníkem téhož zhlaví.
Prostoru mezi vjezdovým návěstidlem a první výhybkou (začátkem zhlaví) se říká záhlaví.

## Pojmenování zhlaví
U dopraven s více než jedním zhlavím se v případě potřeby rozlišit jednotlivá zhlaví používají následující označení:
- liché a sudé – vychází z označení návěstidel, liché zhlaví leží blíže k začátku trati a sudé ke konci trati
- podle světových stran – například severní zhlaví, východní zhlaví
- podle směru tratí – například pražské zhlaví, budějovické zhlaví, žatecké zhlaví, chebské zhlaví
- střední – v případě, že se ve stanici nachází dvě skupiny kolejí za sebou (podél trati), tvoří výhybky mezi nimi střední zhlaví